# Chômage frictionnel

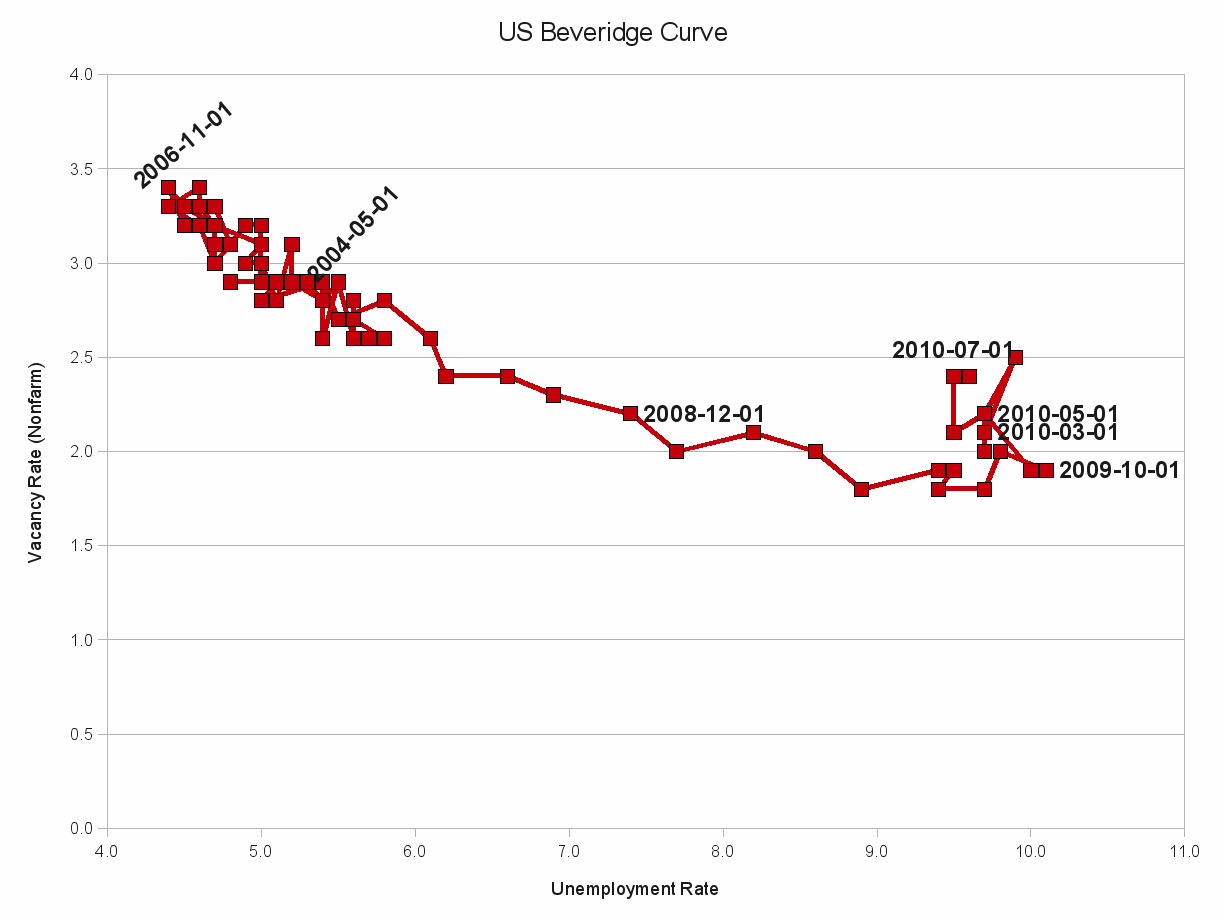
Courbe de Beveridge aux États-Unis (2004-2010).

Le chômage frictionnel, ou chômage « naturel », désigne la période de chômage provoquée par la transition et le délai nécessaires à une personne pour trouver un autre emploi.
Ce délai est principalement dû au temps normal et nécessaire pour trouver un emploi (recherche, candidature, sélection, etc.) d'où son autre nom de chômage « naturel ». Il est en général relativement court, estimé de 3 à 6 mois, selon que l'on change d'emploi ou que l'on est primo-arrivant sur le marché du travail.
Ce type de chômage est souvent présenté comme inévitable et peu compressible. En 2000, l'économiste Jean Pisani-Ferry, dans son rapport « Plein emploi », estime le taux de chômage frictionnel normal aux alentours de 3,5%. En ce sens, un marché du travail présentant ce taux est souvent considéré « en plein emploi », comme les États-Unis en avril 2019 avec un taux de 3,6%.
Le chômage frictionnel est également partiellement dû à certaines imperfections récurrentes du marché du travail (absence de transparence, mobilité faible, mauvaise diffusion de l'information entre demandeurs et offreurs d'emplois, etc.). En ce sens, il peut être considéré comme faisant partie du chômage structurel.
Divers événements, en particulier ceux relevant des cas de force majeure – imprévisibles et irrépressibles – peuvent occasionnellement causer du chômage frictionnel en allongeant le délai de retour à l'emploi. En ce sens, le chômage frictionnel peut également être considéré comme faisant partie du chômage conjoncturel.